# Protanyderus vanduzeei
Protanyderus vanduzeei är en tvåvingeart som först beskrevs av Alexander 1918.  Protanyderus vanduzeei ingår i släktet Protanyderus och familjen Tanyderidae.
Artens utbredningsområde är Kalifornien. Inga underarter finns listade i Catalogue of Life.